# Changjiang (Jingdezhen)
Der Stadtbezirk Changjiang (chinesisch 昌江区, Pinyin Chāngjiāng Qū) ist ein Stadtbezirk in der chinesischen Provinz Jiangxi. Er gehört zum Verwaltungsgebiet der bezirksfreien Stadt Jingdezhen. Er hat eine Fläche von 392 km² und zählt 192.203 Einwohner (Stand: Zensus 2010).

## Administrative Gliederung
Auf Gemeindeebene setzt sich der Stadtbezirk aus einem Straßenviertel, zwei Großgemeinden und drei Gemeinden zusammen. Diese sind:
- Straßenviertel Xijiao 西郊街道

- Großgemeinde Jingcheng 竟成镇
- Großgemeinde Nianyushan 鲇鱼山镇

- Gemeinde Lümeng 吕蒙乡
- Gemeinde Liyang 丽阳乡
- Gemeinde Hetang 荷塘乡